# 自由チベット
自由チベットまたは自由チベット・キャンペーン（じゆうチベット・キャンペーン、英: Free Tibet Campaign）は1987年に設立された非営利かつ非政府の組織である。

## 概要
ロンドンに本部があり、チベット人が自分たちの将来を決定する権利を獲得するための運動をしている。また、中国によるチベット占領を終結させるための運動およびチベット人の基本的人権が尊重されるようにするための運動を支援している。
自由チベット・キャンペーンは国際チベット支援ネットワーク（International Tibet Support Network [ITSN]）のメンバーであり、ITSNはチベットの人権と自己決定のために運動をする数々の会員組織からなる世界規模のグループである。2008年1月現在、自由チベットには約1万5000人の募金を支払う支援者が所属しており、イギリス中の約40の地方グループが所属しており、さらに世界中の15のグループも所属していて、募金集めおよび書簡送付運動にたずさわっている。自由チベットは年3回雑誌を刊行し、会員へ送っている。さらに本組織の活動を支援者たちへ知らせるために定期的に書簡を送付している。